# Iglesia de los Santos Arcángeles
La Iglesia de los Santos Arcángeles en Bălți (en rumano: Biserica Sfinților Arhangheli în Bălți) es una iglesia católica ubicada en Balti, una localidad de Moldavia. Pertenece a la Diócesis de Chisináu.
La construcción de la iglesia comenzó en 2001 con el apoyo del obispo de Chisináu, Antona Coşa, y de organizaciones de la iglesia de Alemania, Italia, Polonia y feligreses de Balti . La primera piedra del templo fue dedicado el 31 de marzo de 2001 por el obispo antes mencionado , con la participación del obispo Piotr Libera, Secretario General de la Conferencia Episcopal Polaca, asistido por el clero de trabajo en Moldavia . La primera misa fue celebrada en los edificios aún sin terminar, en la víspera de la fiesta de Navidad de 2006. El 29 de septiembre de 2010, el día de santos arcángeles, el mismo obispo, con la participación del clero y feligreses e invitados del extranjero, consagró la iglesia.

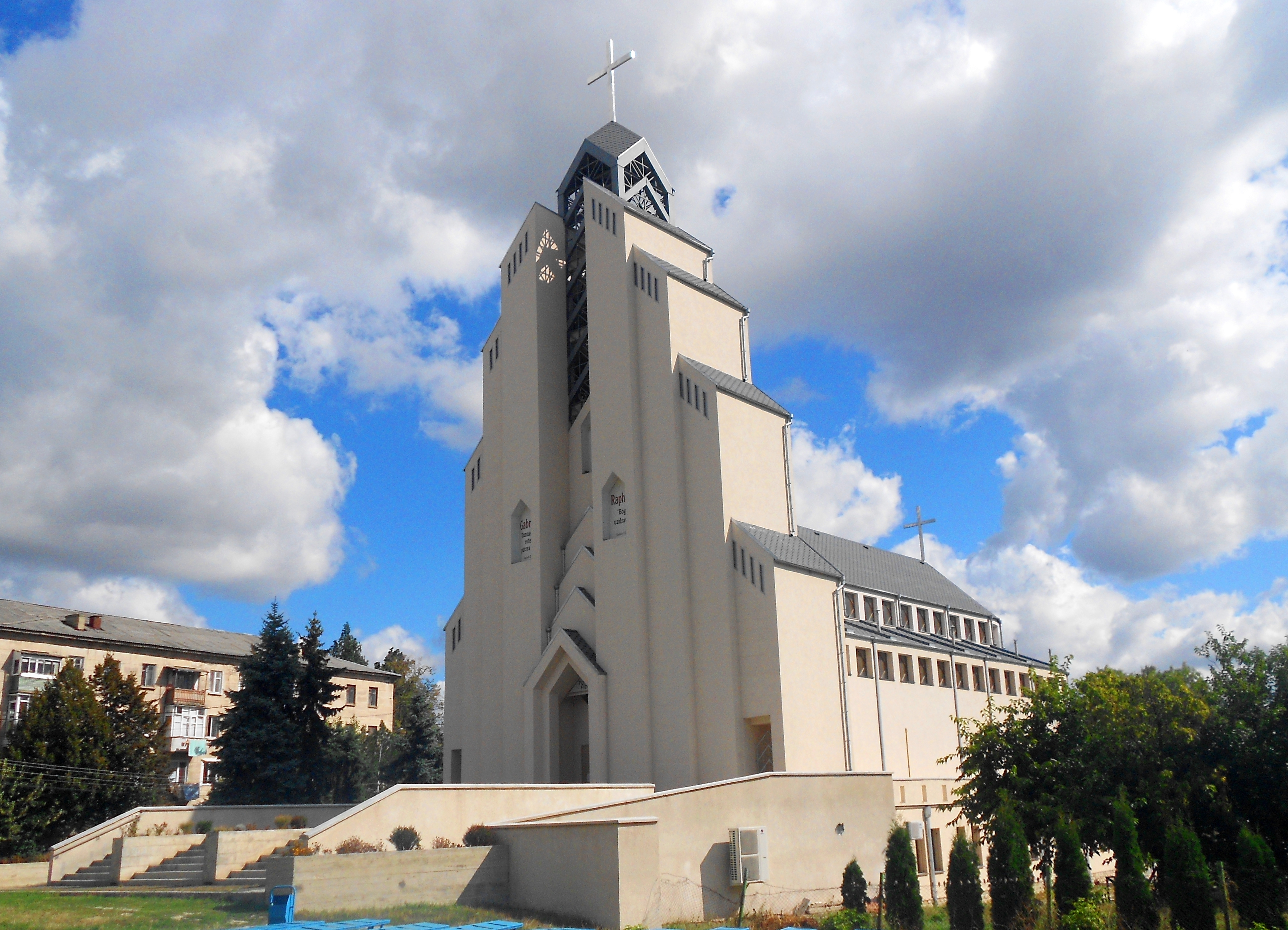
Vista de la iglesia y sus alrededores